# Theodor Baillet von Latour
El Conde Theodor Franz Baillet von Latour (15 de junio de 1780 - 6 de octubre de 1848) fue un soldado y estadista austriaco. Como Ministro de Guerra Imperial, murió linchado por una multitud en el principio de la insurrección vienesa.

## Biografía
Latour nació en Linz, siendo el hijo del Conde Maximilian Anton Karl Baillet de Latour (1737-1806), Feldmarschall-Leutnant en el servicio austriaco durante las Guerras revolucionarias francesas de ascendencia valona. Después de recibir formación militar e ingenieril en la Academia Militar Teresiana, entró en el cuerpo de ingenieros en 1799 y se convirtió en miembro del estado mayor general austriaco en el Ejército Imperial y Real en 1804. Latour tomó parte en varias campañas militares de las Guerras Napoleónicas en las que se distinguió y fue altamente condecorado. 
Durante la Restauración europea ocupó una serie de roles de liderazgo en el ejército alcanzando el rango de  Feldzeugmeister, y además sirvió como el jefe de la comisión militar adjunta al Bundesversammlung (asamblea) de la Confederación Germánica en Fráncfort, contribuyendo al diseño de las fortificaciones en Rastatt, y finalmente fue director de ingeniería. 
Durante las Revoluciones de 1848 fue llamado a la jefatura del ministerio de guerra en el gabinete del Ministro-Presidente Conde Karl Ludwig von Ficquelmont, cuya dirección asumió sin consideración a su avanzada edad. Un claro defensor del conservadurismo, sus esfuerzos se dirigieron especialmente a no dar al público causa de inquietud. Frente a la Revolución húngara, Latour apoyó las fuerzas leales de Ban Josip Jelačić y preparó tropas para secundar su campaña. Estos esfuerzos desencadenaron la insurrección vienesa: el 6 de octubre de 1848 una multitud de estudiantes, trabajadores y soldados amotinados trataron por la fuerza de impedir que las tropas marcharan. En los siguientes disturbios callejeros, una multitud indignada buscó a Latour en el ministerio de guerra y lo linchó.